# 15 Thank You, Too
 (novembre 2017).
Si vous disposez d'ouvrages ou d'articles de référence ou si vous connaissez des sites web de qualité traitant du thème abordé ici, merci de compléter l'article en donnant les références utiles à sa vérifiabilité et en les liant à la section « Notes et références ».
Albums par Morning Musume
14 Shō ~The Message~
(2014)
Albums par Morning Musume 20th
Hatachi no Morning Musume
(2018)
Singles
1. Brand New Morning / Jealousy Jealousy
Sortie : 8 mars 2017
2. Jama Shinaide Here We Go! / Dokyū no Go Sign / Wakaindashi!
Sortie : 4 octobre 2017

15 Thank You, Too (⑮ Thank you, too, trad. « 15 Merci, aussi ») est le 15e album régulier du groupe Morning Musume, sorti en 2017.

## Présentation
C'est le second album original du groupe à sortir sous une appellation temporaire, en l'occurrence "Morning Musume '17", utilisée durant la seule année 2017. Il sort le 6 décembre 2017 au Japon sur le label zetima, trois ans après le précédent album original du groupe, 14 Shō ~The Message~, le plus long délai entre deux de ses albums. Il sort également dans une édition limitée au format "CD+Blu-Ray", avec une pochette différente et un disque Blu-Ray en supplément.
L'album sort à l'occasion des vingt ans d'existence de Morning Musume, et son titre contient des indices cachés. "Thank you" se prononce en japonais "sankyuu" comme le nombre 39, tandis que "too" se prononce comme "two" soit "deux" en anglais : les deux nombres additionnés donnent 41, soit le nombre total de membres du groupe intégrées durant ces vingt premières années. De plus, l'addition de tous les chiffres réels ou phonétiques figurant dans le titre de l'album (1+5+3+9+2) donne "20", l'âge du groupe.
C'est son premier album original à sortir après les départs de Sayumi Michishige (qui a quitté le groupe fin 2014), de Riho Sayashi (qui l'a quitté en 2015), et de Kanon Suzuki (qui l'a quitté en 2016), ainsi que le premier avec les membres issues des 12e génération (Haruna Ogata, Miki Nonaka, Maria Makino et Akane Haga), 13e génération (Kaede Kaga et Reina Yokoyama), et 14e génération (Chisaki Morito). C'est aussi le dernier album avec la membre de la 10e générarion Haruka Kudō, qui quittera le groupe peu de temps après sa sortie.
L'album contient quinze titres, dont cinq déjà parus sur les deux singles (un "double-face A" et un "triple-face A") sortis précédemment dans l'année : Brand New Morning / Jealousy Jealousy et Jama Shinaide Here We Go! / Dokyū no Go Sign / Wakaindashi!. Les singles sortis en 2015 et 2016, après le précédent album original, restent donc inédits en album.
La nouvelle version de la première chanson du groupe, Ai no Tane (interprétée par Morning Musume 20th à l'occasion des 20 ans) est incluse, mais dans une version chantée exclusivement par les membres de Morning Musume '17. Sont aussi incluses une nouvelle version actualisée de la chanson de 2004 Joshi Kashimashi Monogatari décrivant les membres du groupe, et deux chansons déjà interprétées par le groupe en concert : Watashi no Nanni mo Wakacchanai depuis 2015 et Seishun Say A-ha en 2017. L'album ne contient donc que six titres inédits, dont trois ne sont interprétés que par quelques membres du groupe.

## Formation
Membres du groupe créditées sur l'album :
- 9e génération : Mizuki Fukumura, Erina Ikuta
- 10e génération : Haruna Iikubo, Ayumi Ishida, Masaki Satō, Haruka Kudō
- 11e génération : Sakura Oda
- 12e génération : Haruna Ogata, Miki Nonaka, Maria Makino, Akane Haga
- 13e génération : Kaede Kaga, Reina Yokoyama
- 14e génération : Chisaki Morito

## Liste des titres
Les titres sont écrits et composés par Tsunku, sauf n°11 (Ameko Kodama / Sho Hoshibe), n°14 (Shō Hoshibe / Hoshibe, Jean Luc Ponpon), et n°15 (Kenzō Saeki / Tetsutarō Sakurai).
| 1.  | Jealousy Jealousy (Album Version) (ジェラシー ジェラシー)                                         | du 63e single (co-face A)                                                      |  |
| 2.  | Romance ni Mezameru Mousou Joshi no Uta (ロマンスに目覚める妄想女子の歌)                          | Titre inédit                                                                   |  |
| 3.  | Cho Dai (CHO DAI)                                                                                 | Titre inédit                                                                   |  |
| 4.  | Watashi no Nanni mo Wakacchanai (私のなんにもわかっちゃない)                                      | Titre chanté en concert depuis 2015                                            |  |
| 5.  | Jama Shinaide Here We Go! (邪魔しないで Here We Go！)                                             | du 64e single (co-face A)                                                      |  |
| 6.  | Style of my love (Style of my love)                                                               | Titre inédit, par Iikubo, Oda et Makino                                        |  |
| 7.  | Narcissus Kamatte-chan Kyousoukyoku Dai 5ban (ナルシス カマってちゃん協奏曲第5番)                 | Titre inédit                                                                   |  |
| 8.  | Seishun Say A-ha (青春Say A-HA)                                                                   | Titre chanté en concert depuis 2017                                            |  |
| 9.  | Wakaindashi! (若いんだし！)                                                                       | du 64e single (co-face A)                                                      |  |
| 10. | Mou Gaman Dekinai wa ~Love ice cream~ (もう 我慢できないわ〜Love ice cream〜)                     | Titre inédit, chanté par Ogata, Haga, Kaga et Yokoyama                         |  |
| 11. | Dokyū no Go Sign (弩級のゴーサイン)                                                               | du 64e single (co-face A)                                                      |  |
| 12. | Koi wa Toki ni (恋は時に)                                                                         | Titre inédit, chanté par Fukumura, Ikuta, Ishida, Satō, Kudō, Nonaka et Morito |  |
| 13. | Joshi Kashimashi Monogatari (Morning Musume '17 Ver.) (女子かしまし物語 (モーニング娘。'17 Ver.)) | Version 2017 du 23e single                                                     |  |
| 14. | Brand New Morning (BRAND NEW MORNING)                                                             | du 63e single (co-face A)                                                      |  |
| 15. | Ai no Tane (20th Anniversary Ver.) (愛の種(20th Anniversary Ver.))                                | Chantée par Morning Musume '17 uniquement                                      |  |